# Crow Black Sky
Crow Black Sky es una banda sudafricana de black metal fundado en Ciudad del Cabo, Sudáfrica en 2009. La banda ha lanzado un álbum el 2010 titulado "Pantheion", ya que se han producido varios cambios en la formación. Un videoclip de una canción del álbum, "Stars of God", fue lanzado dos años después, en 2012, ganando un sinfín de seguidores.

## Historia
La banda fue formada por Gideon Lamprecht, Kean Malcolmson, y Stephen Spinas en 2009. A ellos se une poco después un vocalista, Ryan Higgo, y su primera aparición en concierto fue ese lugar y en ese mismo año. Después de una serie de audiciones, se une el baterista Lawrence Jaeger a la banda y el guitarrista Chris Gilbert.
La banda ingresó al estudio de grabación en febrero de 2010, y comenzó a trabajar en su primer álbum de estudio, "Pantheion". El álbum fue lanzado oficialmente el 18 de diciembre de 2010, y fue bien recibido por muchos críticos internacionales. La banda hizo una respuesta por los elogios recibidos, un videoclip de la canción "Stars of God" fue lanzado en diciembre de 2012.
Crow Black Sky intentó realizar un tour nacional en apoyo de los canadienses Kataklysm en mayo del 2011, pero posteriormente el tour fue cancelado.
Se ha anunciado que un segundo álbum ya está en lanzamiento, a pesar de cambios significativos en la formación. La línea se compone actualmente de Gideon Lamprecht, Ryan Higgo, Lawrence Jaeger y Brad Saunders.

## Miembros
Miembros actuales
- Ryan Higgo – voz
- Gideon Lamprecht – guitarra
- Brad Saunders – guitarra
- Lawrence Jaeger – batería

Antiguos miembros
- Chris Gilbert – guitarra líder
- Kean Malcolmson – guitarra rítmica
- Stephen Spinas – bajo

## Discografía
Álbum de estudio
- 2010 – Pantheion